# Musculus mesonoto-sternalis
Musculus mesonoto-sternalis, mięsień IIdvm1, (pl. mięsień śródpleczo-piersiowy) – mięsień występujący w tułowiu niektórych owadów.
Mięsień należący do grupy "mięśni grzbietowo-brzusznych" (ang. dorso-ventral muscles), położony w śródtułowiu. Początek bierze u nasady mesofurca (widełek sternalnych śródtułowia), po wewnętrznej stronie śródpiersia i przyczepia do śródplecza.
U ważek mięsień ten zaczepia się do tylno-bocznej krawędzi wyniosłości pierwszej pary skrzydeł. Wyraźnie widoczny jest u żagnicy południowej (Aeshna affinis) i Cordulegaster bidentatus. Niewyróżnialny jest natomiast u szablaka zwyczajnego (Sympetrum vulgatum).
U nogoprządek z gatunku Antipaluria caribbeana mięsień ten jest silny i zwarty. Wychodzi z części śródpiersia przed widełkami sternalnymi i przyczepia się do przedniej części śródplecza.